# Čečensko-ingušská autonomní sovětská socialistická republika
Čečensko-ingušská autonomní sovětská socialistická republika, zkráceně Čečensko-ingušská ASSR, byla autonomní republikou v rámci Ruské SFSR. Jejím hlavním městem byl Groznyj.
Podle sčítání lidu z roku 1979 měla rozlohu 19 300 km² a 1 115 805 obyvatel (ruské sčítání lidu 1979): 611 405 Čečenců, 134 744 Ingušů, zbytek tvořili Rusové a další etnické skupiny.

## Historie

### Ruské impérium
V roce 1810 se historické Ingušsko dobrovolně připojilo k Ruskému impériu a v roce 1859, během kavkazské války v letech 1817–64, se připojilo i historické Čečensko.

### Sovětské období
Po ruské revoluci v roce 1917 se Čečensko a Ingušsko 20. ledna 1921 připojily k Horské autonomní sovětské socialistické republice (Horská ASSR). Rozdělení Horské ASSR začalo krátce po jejím vzniku a její Čečenský okres byl 30. listopadu 1922 vyčleněn jako Čečenská autonomní oblast. Dne 7. července 1924 byly zbytky Horské ASSR rozděleny na Severoosetinskou autonomní oblast a Ingušskou autonomní oblast. Dne 15. ledna 1934 byly Čečenská a Ingušská autonomní oblast spojeny do Čečensko-ingušské autonomní oblasti, která byla 5. prosince 1936 povýšena na autonomní sovětskou socialistickou republiku (ASSR) – Čečensko-ingušskou ASSR.

### Druhá světová válka
Během druhé světové války v letech 1942–43 byla republika částečně okupována nacistickým Německem, mezitím co 40 000 Čečenců bojovalo v řadách Rudé armády. Dne 3. března 1944 byla republika na příkaz Josifa Stalina rozpuštěna a její obyvatelstvo násilně deportováno na základě obvinění z kolaborace s okupanty a separatisty. Území ASSR bylo rozděleno na Stavropolský kraj (kde vznikl Groznyjský okruh), Dagestánskou ASSR, Severoosetinskou ASSR a Gruzínskou SSR.

### Poválečné období
Republika byla obnovena Nikitou Chruščovem dne 9. ledna 1957.

### Rozpad Čečensko-ingušska
Dne 27. listopadu 1990 přijal Nejvyšší sovět Čečensko-ingušské autonomní sovětské socialistické republiky deklaraci o statní svrchovanosti Čečensko-ingušské republiky a 24. května 1991, podle změn čl. 71 Ústavy RSFSR, se autonomní republika začala nazývat Čečensko-ingušská SSR. Toto rozhodnutí před rozpadem Sovětského svazu (prosinec 1991) nebylo v souladu s čl. 85 Ústavy Sovětského svazu, který zachovával název Čečensko-ingušská ASSR.
Dne 8. června 1991 se v Grozném z iniciativy Džochara Dudajeva sešla část delegátů Prvního čečenského národního kongresu, který se prohlásil za Celonárodní kongres čečenského lidu. Následně byla vyhlášena Čečenská republika Ičkerie a představitelé Nejvyššího sovětu republiky byli prohlášeni za „uzurpátory."
Události z 19-21. srpna 1991 v Moskvě se staly hlavní příčinou společensko-politické exploze v Čečensku-ingušsku. Organizátorem a vůdcem masového hnutí byl Výkonný výbor OKChN v čele s Džocharem Dudajevem. Po neúspěchu GKChP vystoupil Výkonný výbor OKChN a organizace národně-radikálního křídla (organizations of the national-radical win) s požadavkem na odstoupení Nejvyššího sovětu Čečensko-ingušské ASSR a uspořádání nových voleb. Na 3. zasedání OKChN, které se konalo 1. a 2. září, byl Nejvyšší sovět autonomní republiky prohlášen za „sesazený" a veškerá moc v čečenské části republiky předána Výkonnému výboru OKChN.
Dudajev 6. září 1991 oznámil rozpuštění republikových ozbrojených sil. Ozbrojení stoupenci OKChN obsadili budovu televizního centra a Rozhlasový dům a bleskově zaútočili na Dům politického vzdělání (House of Political Education), kde se konalo zasedání Nejvyššího sovětu. V tento den se sešel Nejvyšší sovět v plném složení, na konzultace byli pozváni předsedové místních rad, duchovenstvo a šéfové podniků. Dudajev a další představitelé OKChN se rozhodli vzít budovu útokem. Více než 40 poslanců Čečensko-ingušského parlamentu bylo zbito a předseda městské rady Groznyj-City , Vitalij Kucenko, byl separatisty vyhozen z okna, přičemž poté skončil v nemocnici. Doku Zavgajev pod tlakem protestujících odstoupil z funkce předsedy Nejvyšší rady Čečensko-ingušska.
Předseda Nejvyššího sovětu RSFSR Ruslan Chasbulatov přijel 15. září do Grozného. Pod jeho vedením se v nepřítomnosti kvóra konalo poslední zasedání Nejvyššího sovětu republiky, na němž poslanci rozhodli o rozpuštění parlamentu. Výsledkem jednání mezi Chasbulatovem a vedením Výkonného výboru OKChN, jako dočasného orgánu na dobu před volbami (naplánovanými na 17. listopadu), byla Prozatímní nejvyšší rada Čečensko-ingušské ASSR z 32 poslanců, později snížena na 13 poslanců, poté až na 9. Předsedou Prozatímní nejvyšší rady Čečensko-ingušska (Provisional Supreme Council of Chechen-Ingushetia) byl zvolen Dudajevův spojenec Chusein Achmadov (Khusein Akhmadov). Místopředsedou Rady se stal asistent Chasbulatova Jurij Černý (Yuri Cherny).
Začátkem října 1991 vznikl v Prozatímní nejvyšší radě konflikt mezi stoupenci OKChN (4 členové v čele s Chuseinem Achmadovem) a jejich odpůrci (5 členů v čele s Jurijem Černým). Achmadov jménem celé Rady vydal řadu zákonů a vyhlášek, které vytvořily právní základ pro činnost Výkonného výboru OKChN jako nejvyššího orgánu. Achmadov 1. října oznámil rozdělení Čečensko-ingušské republiky na samostatnou Čečenskou republiku Ičkerii a Ingušskou autonomní republiku v rámci RSFSR.
Dne 5. října přijalo 7 z 9 členů Prozatímní nejvyšší rady rozhodnutí o odstoupení Achmedova a o zrušení protiprávních aktů. Téhož dne Národní garda Výkonného výboru OKChN obsadila budovu Domu odborů (House of Trade Unions), v níž Rada zasedala, a také obsadila budovu KGB Čečensko-ingušské ASSR. Výkonný výbor OKChN 6. října oznámil rozpuštění Prozatímní nejvyšší rady „za subverzivní a provokativní činnost.“ Rada se tomuto rozhodnutí nepodřídila a hned následující den přijala rozhodnutí o obnovení činnosti v plné síle (32 poslanců). Novým předsedou byl zvolen právník Badruddin Bachmadov.
Prezidium Nejvyššího sovětu RSFSR 8. října prohlásilo Prozatímní nejvyšší sovět za jediný legitimní orgán státní moci na území Čečensko-ingušska, a to až do zvolení nově složeného Nejvyššího sovětu republiky.
Dne 27. října 1991 se pod kontrolou stoupenců OKChN v čečenské části republiky konaly prezidentské a parlamentní volby do Čečenské republiky Ičkerie. Prezidentem samozvané republiky byl zvolen Džochar Dudajev. Výsledky voleb neuznala Rada ministrů Čečensko-ingušska, šéfové podniků a vedoucí řady oblastí autonomní republiky. Tyto volby byly 2. listopadu 1991 prohlášeny Sjezdem lidových poslanců RSFSR (Congress of People's Deputies of the RSFSR) za nezákonné. Legitimní mocenské struktury zůstaly zachovány ještě několik měsíců po zářijovém puči Dudajeva. Ministerstvo vnitra a KGB Čečensko-ingušska tak byly zrušeny až koncem roku 1991.
Prezident RSFSR Boris Jelcin vydal 7. listopadu vyhlášku o vyhlášení výjimečného stavu na území Čečensko-ingušska. Praktická opatření k provedení však selhala. Dvě letadla se speciálními jednotkami, která přistála na letišti v Chankale, byla zablokována čečenskými separatisty. Vůdci protidudajevských stran a hnutí přešli na stranu čečenských separatistů. V prvních dnech krize se rozpadla Prozatímní nejvyšší rada Čečensko-ingušska a její milice.
Čečenské stráže zablokovaly 8. listopadu budovy ministerstva vnitra, KGB a také vojenské tábory. K blokádě byli použiti civilisté a nákladní automobily.
Nejvyšší sovět RSFSR odmítl 11. listopadu schválit vyhlášku prezidenta Jelcina o zavedení výjimečného stavu v Čečensku-ingušsku.
30. listopadu – 1. prosince 1991 se ve třech ingušských oblastech Čečensko-ingušska – Malgobek, Nazraň a Sunžensk – konalo referendum o vytvoření Ingušské republiky v rámci RSFSR. Referenda se zúčastnilo 75% ingušského obyvatelstva, 90% bylo pro.
V důsledku „čečenské revoluce“ bylo Čečensko-ingušsko de facto rozděleno na Čečenskou republiku Ičkerii a Ingušsko, které zůstalo mimo územně-správní jednotku.
Dne 16. května 1992 dostala de facto rozpadlá Čečensko-ingušská SSR podle změn Ústavy RSFSR název Čečensko-ingušská republika.
Dne 4. července 1992 přijal Nejvyšší sovět Ruské federace zákon o zformování Ingušské republiky v rámci Ruské federace. Vytvoření republiky bylo předloženo ke schválení nejvyššímu orgánu Ruska – Sjezdu lidových poslanců. Dne 10. prosince 1992 Sjezd lidových poslanců Ruska svým usnesením schválil vznik Ingušské republiky a provedl příslušnou změnu Ústavy RSFSR z roku 1978, která oficiálně rozdělila Čečensko-ingušskou republiku na Ingušskou republiku a Čečenskou republiku. Tato změna byla zveřejněna 29. prosince 1992 v „Rossijskaja gazeta“ a vstoupila v platnost 9. ledna 1993, po 10 dnech od oficiálního zveřejnění.

## Demografie
- Životní statistiky

Zdroj: Federální služba státní statistiky (Russian Federal State Statistics Service)
|      | Narození | Úmrtí  | Porodnost | Úmrtnost |
| ---- | -------- | ------ | --------- | -------- |
| 1970 | 22,651   | 6,075  | 21.2      | 5.7      |
| 1975 | 22,783   | 6,469  | 20.4      | 5.8      |
| 1980 | 24,291   | 7,711  | 20.7      | 6.6      |
| 1985 | 30,745   | 10,170 | 25.0      | 8.3      |
| 1990 | 31,993   | 11,039 | 28.2      | 9.7      |
| 1991 | 31,498   | 11,081 | 26.3      | 9.2      |
| 1992 | 28,875   | 10,666 | 23.1      | 8.5      |

- Etnické skupiny

|          | cenzus 19261    | cenzus 1939     | cenzus 1959     | cenzus 1970     | cenzus 1979     | cenzus 1989     | cenzus 20021      |
| -------- | --------------- | --------------- | --------------- | --------------- | --------------- | --------------- | ----------------- |
| Čečenci  | 295 762 (61.4%) | 368 446 (52.9%) | 243 974 (34.3%) | 508 898 (47.8%) | 611 405 (52.9%) | 734 501 (57.8%) | 1 127 050 (71.7%) |
| Ingušové | 70 084 (14.5%)  | 83 798 (12.0%)  | 48 273 (6.8%)   | 113 675 (10.7%) | 134 744 (11.7%) | 163 762 (12.9%) | 363 971 (23.2%)   |
| Rusové   | 78 196 (16.2%)  | 201 010 (28.8%) | 348 343 (49.0%) | 366 959 (34.5%) | 336 044 (29.1%) | 293 771 (23.1%) | 46 204 (2.9%)     |
| Ostatní  | 38 038 (7.9%)   | 43 761 (6.3%)   | 69 834 (9.8%)   | 74 939 (7.0%)   | 73 612 (6.4%)   | 78 395 (6.2%)   | 33 755 (2.1%)     |

1. Kombinované výsledky Čečenska a Ingušsko